# Sainte-Suzanne-sur-Vire
Sainte-Suzanne-sur-Vire é uma comuna francesa na região administrativa da Normandia, no departamento Mancha. Estende-se por uma área de 5,05 km². Em 2010 a comuna tinha 701 habitantes (densidade: 138,8 hab./km²).